# Théophile le Myroblyte
Pour les articles homonymes, voir Théophile.
 (janvier 2020).
Si vous disposez d'ouvrages ou d'articles de référence ou si vous connaissez des sites web de qualité traitant du thème abordé ici, merci de compléter l'article en donnant les références utiles à sa vérifiabilité et en les liant à la section « Notes et références ».
Théophile le Myroblyte (en grec : Θεόφιλος ο Μυροβλύτης) (1460 - 8 juillet 1548) est un vénérable de l’Église orthodoxe.